# Nuoto ai Giochi della VII Olimpiade - 400 metri stile libero maschili
La gara dei 400 metri stile libero maschili dei Giochi di Anversa 1920 si disputò in tre turni dal 26 al 27 agosto. Gli atleti in gara furono 22 provenienti da 11 nazioni.
Lo statunitense Norman Ross, allora detentore del record mondiale della specialità e laureatosi campione olimpico nei 1500 metri due giorni prima, conquistò l'oro davanti al connazionale Ludy Langer e al canadese George Vernot.

## Primo turno
- Batteria 1

| Pos. | Atleta         | Nazione     | Tempo  | Note |
| ---- | -------------- | ----------- | ------ | ---- |
| 1    | Norman Ross    | Stati Uniti | 6'16"2 | Q    |
| 2    | Kenkichi Saito | Giappone    | 6'16"8 | Q    |

- Batteria 2

| Pos. | Atleta                   | Nazione       | Tempo  | Note |
| ---- | ------------------------ | ------------- | ------ | ---- |
| 1    | Harold Annison           | Gran Bretagna | 5'58"0 | Q    |
| 2    | Keith Kirkland           | Australia     | 6'12"2 | Q    |
| 3    | Paul Vasseur             | Francia       | 6'30"4 |      |
| 4    | Alfred Steen             | Norvegia      | 6'30"6 |      |
| 5    | René Italo Ricolfi Doria | Svizzera      | ?      |      |

- Batteria 3

| Pos. | Atleta         | Nazione        | Tempo  | Note |
| ---- | -------------- | -------------- | ------ | ---- |
| 1    | Bill Harris    | Stati Uniti    | 5'57"8 | Q    |
| 2    | Henry Taylor   | Gran Bretagna  | 6'01"2 | Q    |
| 3    | Masaren Uchida | Giappone       | 6'40"0 |      |
| 4    | Alois Hrašek   | Cecoslovacchia | ?      |      |

- Batteria 4

| Pos. | Atleta            | Nazione       | Tempo  | Note |
| ---- | ----------------- | ------------- | ------ | ---- |
| 1    | George Vernot     | Canada        | 5'32"6 | Q    |
| 2    | Fred Kahele       | Stati Uniti   | 5'37"4 | Q    |
| 3    | Frank Beaurepaire | Australia     | 5'42"0 | Q    |
| 4    | Arne Borg         | Svezia        | ?      |      |
| 5    | Percy Peter       | Gran Bretagna | ?      |      |
| 6    | Gilio Bisagno     | Italia        | ?      |      |

- Batteria 5

| Pos. | Atleta              | Nazione       | Tempo  | Note |
| ---- | ------------------- | ------------- | ------ | ---- |
| 1    | Ludy Langer         | Stati Uniti   | 5'41"4 | Q    |
| 2    | George Hodgson      | Canada        | 5'49"8 | Q    |
| 3    | Jack Hatfield       | Gran Bretagna | 5'50"6 |      |
| 4    | Harry Hay           | Australia     | ?      |      |
| 5    | Antonio Quarantotto | Italia        | ?      |      |

## Semifinali
- Batteria 1

| Pos. | Atleta         | Nazione       | Tempo  | Note |
| ---- | -------------- | ------------- | ------ | ---- |
| 1    | Norman Ross    | Stati Uniti   | 5'33"8 | Q    |
| 2    | Fred Kahele    | Stati Uniti   | 5'35"8 | Q    |
| 3    | Bill Harris    | Stati Uniti   | 5'36"0 |      |
| 4    | Henry Taylor   | Gran Bretagna | ?      |      |
| -    | Kenkichi Saito | Giappone      | -      | DNF  |

- Batteria 2

| Pos. | Atleta            | Nazione       | Tempo  | Note |
| ---- | ----------------- | ------------- | ------ | ---- |
| 1    | George Vernot     | Canada        | 5'27"8 | Q    |
| 2    | Ludy Langer       | Stati Uniti   | 5'29"2 | Q    |
| 3    | Frank Beaurepaire | Australia     | 5'32"8 | Q    |
| 4    | George Hodgson    | Canada        | ?      |      |
| 5    | Harold Annison    | Gran Bretagna | ?      |      |
| -    | Keith Kirkland    | Australia     | -      | DNF  |

## Finale
| Pos.    | Atleta            | Nazione     | Tempo  | Note |
| ------- | ----------------- | ----------- | ------ | ---- |
| Oro     | Norman Ross       | Stati Uniti | 5'26"8 |      |
| Argento | Ludy Langer       | Stati Uniti | 5'29"0 |      |
| Bronzo  | George Vernot     | Canada      | 5'29"6 |      |
| 4       | Fred Kahele       | Stati Uniti | ?      |      |
| -       | Frank Beaurepaire | Australia   | -      | DNF  |